# Дектор, Феликс Адольфович
Феликс Адольфович Дектор (22 июня 1930, Минск — 12 апреля 2020, Иерусалим) — советский и израильский литератор, журналист, издатель, продюсер. Муж писательницы Светланы Шенбрунн.

## Биография
Родился в семье литовских коммунистов, эмигрировавших в СССР. С 1933 года семья жила в Витебске, где отец Адольф Давидович Кантон (Янкель Давидович Портнов, 1895—1967) работал в железнодорожном управлении, мать Ида Юдовна Дектор (1901—1987) преподавала математику в еврейской школе и училась в заочном институте. В 1936 году отца исключили из партии, позже арестовали и осудили на 5 лет ИТЛ. Летом 1938 года была арестована мать. Феликс был направлен в детприёмник-распределитель, откуда осенью 1938 года переправлен в детдом для детей репрессированных на хуторе Черешенки Коропского района Черниговской области. После освобождения матери в 1939 году поселился с ней в Витебске, а в 1941 году — на её родине в Рокишкисе. В начале войны был эвакуирован на станцию Зима, где прожил с матерью до 1945 года (туда же прибыл на поселение освободившийся из Амурлагa отец).
Окончив историко-филологический факультет Вильнюсского университета (1955), учился в Москве в Литературном институте им. Горького (семинар художественного перевода Льва Озерова). Переводил на русский язык произведения литовских писателей, в том числе Юстинаса Марцинкявичюса, Юозаса Пожеры, Альфонсаса Беляускаса, Миколаса Слуцкиса; наибольший резонанс имели переведённые Дектором романы Ицхокаса Мераса «Ничья длится мгновенье» («Вечный шах») и «На чём держится мир», рассказывающие о гибели и мужестве литовских евреев во время Холокоста.
В 1975 году был исключён из Союза писателей СССР за создание и распространение самиздатского еврейского культурно-просветительского журнала «Тарбут». В 1976 году репатриировался в Израиль, в 1977 году открыл в Иерусалиме издательство «Тарбут», выпускал ежемесячный бюллетень «Израиль сегодня», адресованный в первую очередь репатриантам из СССР, журнал еврейской культуры «Народ и земля», молодёжный журнал «Сабра», детский журнал «Арик» и другие периодические издания. В 1980 году стал первым издателем «Чёрной книги» — сборника документов и свидетельств очевидцев о преступлениях против еврейского народа на оккупированной нацистами территории СССР и Польши в годы Холокоста, составленной Ильей Эренбургом и Василием Гроссманом и арестованной властями в 1947 году. С началом перестройки распространил свою деятельность на Россию: в 1990—1994 годах выпускал (совместно с Р. Спектором) альманах еврейской литературы и культуры «Ковчег», в 1997 году учредил одноимённый клуб еврейской культуры, действующий и в наши дни.
Продюсер ряда культурных проектов, в том числе документальных фильмов режиссёра Олега Дормана — «Ребе в аэропорту», «Подстрочник» (о Лилианне Лунгиной) и «Нота» (о Рудольфе Баршае). Инициатор и главный редактор полного собрания сочинений Владимира (Зеэва) Жаботинского, которое, по его мнению, должно стать национальным проектом.
Отец пятерых детей, среди которых — фотограф и писатель Давид Дектор (род. 1961), писательница Мария Шенбрунн-Амор.
Лауреат премии «Человек года» Федерации Еврейских общин России в номинации «Телевидение» (2010)